# Fiães (Santa Maria da Feira)
Fiães is een stad en freguesia in de Portugese gemeente Santa Maria da Feira in het district Aveiro. In 2001 was het inwonertal 8.754 op een oppervlakte van 6,58 km². Fiães heeft sinds 19 april 2001 de status van stad (cidade).